# 김보미 (1984년)
김보미(1984년 7월 12일 ~ )는 대한민국의 전 가수이자 배우이다. 2001년 4인조 여성그룹 밀크의 멤버로 활동한 적이 있다. 밀크 해체 후 탤런트 및 MC로 활동 하였다. 현재는 활발하게 활동하고 있진 않지만, 뮤직비디오와 광고에 간간이 출연하며 활동을 이어가고 있다.

## 학력
- 서울방이초등학교
- 방이중학교
- 영동여자고등학교
- 동덕여자대학교 방송연예학 학사

## 방송 활동
- KBS2 - 《뮤직뱅크》
- KBS2 - 《드라마시티 : 아인슈타인이 발견한 사랑》

## 뮤직비디오
- 신화 - Yo! (1999년)
- 신화 - All your dreams (2000년)
- 플라이 투 더 스카이 - 약속 (2001년)
- 로아 - 이별, 그 빌어먹을 (2011년)

## 발매 앨범
- 밀크 1집 《With Freshness》(2001년 12월 17일)

## 영화
- 《바리새인》 (2014년) - 승지 역